# 模擬恐怖
模擬恐怖（英語：analog horror）是恐怖電影的一個子類型，也是尋獲影片或偽紀錄片電影技術的分支，經常被認為起源於2000年代末和2010年代初的網絡，具有流行的網絡劇包括《無處可走》、《Local 58》、和《大理石黃蜂》。
模擬恐怖作品的主要特徵是採用20世紀懷舊的類比訊號電視風格。這種風格通常以VHS和EAS內容的剪輯影片為基礎，其作品內容範圍非常廣泛，包括電視節目、廣告、緊急警報、虛構文件、生活紀錄、錄影帶、教育解說影片等性質。

## 特徵
模擬恐怖通常以其低保真圖像、神秘信息和模仿20世紀晚期電視和模擬錄音的視覺風格而著稱。這種審美風格的選擇是有意為之的，因為模擬恐怖作品通常背景設定在20世紀60年代到90年代之間。這個流派之所以得名「模擬恐怖」，是因為它將模拟电路元素與恐怖題材相結合，例如類比電視和VHS錄製，後者則採用模擬錄製視頻的方法。
模擬恐怖的創作也常常受到傳統恐怖電影的影響，例如1999年電影《厄夜叢林》和1998年日本電影《午夜凶鈴》。同時，大卫·林奇的作品《內陸帝國》也對模擬恐怖產生了深遠的影響，特別是對於《無處可走》和《Petscop》這兩個標誌性作品。

## 歷史
模擬恐怖可以被看作是Creepypasta的一種形式或後繼者。許多早期的恐怖短篇故事已經預示了模擬恐怖的主題和敘事方式如《溺死班》、《NES哥吉拉Creepypasta》都涉及到媒體被篡改或偽造的錄像，而2009年的Creepypasta作品《蜡烛湾》則聚焦於神秘的電視廣播。
模擬恐怖流派通常被認為起源於2000年代末至2010年代初的網路影片，主要是YouTube上的內容。具體來說可追溯到2009年1月史蒂文·張伯倫（Steven Chamberlain）發布的《無處可走》，以及2015年10月克里斯·斯特劳布發布的《Local 58》。後者的系列口號「ANALOG HORROR AT 476 MHz」為這個流派定出正式名稱。隨著《Local 58》的成功迅速催生了更多類似作品，包括《曼德拉紀錄》和《瓦爾滕紀錄》等。另外一個YouTube頻道Kraina Grzybów TV也早在2013年12月開始發布以20世紀90年代電視節目風格為基礎的影像，其中包含令人不安和超現實的圖像。
2020年，Netflix宣布將模擬恐怖播客《Archive 81》改編成同名系列。儘管該系列受到了積極評價，但在第一季播出後不久卻被取消了
。

## 案例
- 《無處可走（英语：No Through Road (web series)）》： 由英格蘭赫特福德郡的史蒂文·張伯倫（Steven Chamberlain）於2009年創作的YouTube系列，講述了四名青少年被困在一個時空循環中的故事。他們永遠經過標誌著貝寧頓（英语：Benington,_Hertfordshire）和沃頓斯通（英语：Watton-at-Stone）之間幾英里邊界地帶鄉村的兩個路標，同時受到可以操縱時空循環的人物的威脅。該系列共有四個短片，被認為是模擬恐怖流派的奠基之作。[15][16]
- 《Local 58（英语：Local 58）》： 克里斯·斯特劳布創作的YouTube系列，以電視台的真實錄像素材為呈現形式[17][18]。這個系列沒有主要情節，但劇集包括與觀看月亮或夜空有關的信息，以及虛構的思想研究計劃（TRI）。 該系列被認為是創建和普及模擬恐怖的功臣。[19][20]
- 《大理石黃蜂（英语：Marble_Hornets）》
- 《Petscop》
- 《Archive 81（英语：Archive_81_(podcast)）》
- 《CH/SS》： 新加坡用戶Turkey Lenin III於2016年創作的YouTube系列，以美國政府贊助的心理健康項目為起點，隨後通過下載連結和Twitter賬戶逐漸揭示細節和謎團。
- 《雙子座家庭娛樂（英语：Gemini_Home_Entertainment）》： 由Remy Abode於2019年首次發布的恐怖故事集，圍繞著同名的雙子座家庭娛樂展開，描述了世界各地發生的異常事件，包括外星生物的出現和對太陽系的持續攻擊。[21]
- 《瓦爾滕檔案》： 由馬丁·沃爾斯（Martin Walls）創作的YouTube動畫系列，以虛構的Bon's Burgers餐廳為背景，聚焦於餐廳及其創始人的背景故事，以及有關其神秘關閉和業主失踪的謎團。部分靈感改編自史考特·考森創作的《佛萊迪餐館之五夜驚魂系列》。[22]
- 《曼德拉记录（英语：The_Mandela_Catalogue）》： 由亞歷克斯·基斯特（Alex Kister）於2021年創作的YouTube系列，設定在1990年代的虛構威斯康星州曼德拉縣，故事涉及到神秘的「伪人」以及其他超自然元素。
- 《笑容磁帶》：由Patorikku於2021年創作的模擬恐怖系列，以20世紀90年代的美國為背景，描述了一種名為「SMILE」的虛構新毒品所帶來的恐怖影響。該系列的靈感來自偏側蛇蟲草。
- 《紀念碑神話》：由亞歷克斯·卡薩納斯（Alex Casanas）或化名“MISTER MANTICORE”創建的偽模擬恐怖、另類歷史網絡系列，分為三個「宇宙」，包括Deanverse、尼克松宇宙和Montyverse。
- 《The Backrooms》： 由凱恩·帕森斯（Kane Parsons）創作的一部名為《The Backrooms》的系列作品，後來發展成了一系列短片，講述一家公司調查The Backrooms員工的故事。帕森斯透過使用軟件Blender和Adobe After Effects製作影片[23]，並榮獲遊戲理論家頒發的2022年Streamy獎創作者榮譽獎。[24]